# 特定船舶の入港の禁止に関する特別措置法
特定船舶の入港の禁止に関する特別措置法（とくていせんぱくのにゅうこうのきんしにかんするとくべつそちほう、平成16年6月18日法律第125号）は、特定の外国船舶の日本国内への入港を禁止する措置等に関する法律である。通称は特定船舶入港禁止法。
日本の第159回通常国会において成立し、2004年（平成16年）6月18日に公布され、同年6月28日から施行された。

## 概要
特定船舶の入港の禁止の実施および実施条件の変更は、閣議決定・内閣告示の後に国会の承認を得る必要がある（不承認の場合は実施を速やかに終了させなければならない）。内閣が実施の全部または一部を終了させる必要があると認めた場合は、閣議決定・内閣告示のみで終了させることができ、国会の承認は不要である。
なお、実施および実施条件の変更の発議は内閣のみの権限であるが、実施の全部または一部の終了については国会独自に発議することができ、その旨の議決があったときは速やかに閣議決定を行って終了させなければならない。
この法律条文においては、特定の国家の名は明示されていないが、実質的には北朝鮮への経済制裁措置の一環として立案されたものである。

## 適用（発動）例
- 2006年7月5日、北朝鮮が、近隣諸国への事前通告をすることなく、東方へ向けテポドン2号を含むミサイル7発を発射し、それらが日本海に着弾したことを受け、その日のうちに経済制裁の一環として万景峰92号に対し、この法律に基づく6か月間（2007年1月5日まで）の入港禁止の実施が持ち回り閣議で決定、同日「特定船舶の入港の禁止に関する特別措置法に基づく特定船舶の入港禁止措置について（平成18年内閣告示第3号）」として官報に告示された[1]。

  - この閣議決定の承認を求める件は、同年10月13日に内閣から国会に提出され、同月19日に衆議院本会議、11月8日に参議院本会議で、それぞれ全会一致をもって承認された。
- 2006年10月9日、北朝鮮が、地下核実験を実施し成功したとの声明を発表したため、10月14日（万景峰92号は10月13日）から2007年4月13日までの約6か月間、入港禁止の対象をそれまでの万景峰92号1隻から北朝鮮船籍の全ての船舶へと広げて実施することが10月13日の閣議で決定、同日「特定船舶の入港の禁止に関する特別措置法に基づく特定船舶の入港禁止措置に関する閣議決定の変更について（平成18年内閣告示第4号）」として官報に告示された。この閣議決定（内閣告示）は、前の7月5日の閣議決定（内閣告示）を一部変更する形式を取っている（別個に追加した告示ではない）ため、万景峰92号等に関する従来の措置は事実上延長（上書き変更）された形となっている。
  - この閣議決定の承認を求める件は、同年10月27日に内閣から国会に提出され、12月8日に衆議院本会議、同月15日に参議院本会議で、それぞれ全会一致をもって承認された。
- 2007年4月10日、前の告示による入港禁止の期間を2007年10月13日まで6か月間延長することが閣議決定され、同月13日「特定船舶の入港の禁止に関する特別措置法に基づく特定船舶の入港禁止措置に関する閣議決定の変更について（平成19年内閣告示第1号）」として官報に告示された。措置の内容については変更なし。
  - この閣議決定の承認を求める件は、同年4月20日に内閣から国会に提出され、5月29日に衆議院本会議、6月1日に参議院本会議で、それぞれ全会一致をもって承認された。
- 2007年10月9日、前の告示による入港禁止の期間を2008年4月13日まで6か月間延長することが閣議決定され、同月12日「特定船舶の入港の禁止に関する特別措置法に基づく特定船舶の入港禁止措置に関する閣議決定の変更について（平成19年内閣告示第4号）」として官報に告示された。措置の内容については変更なし。
  - この閣議決定の承認を求める件は、同年10月19日に内閣から国会に提出され、11月2日に衆議院本会議、同月14日に参議院本会議で、それぞれ賛成多数により承認された。
- 2008年4月11日、前の告示による入港禁止の期間を2008年10月13日まで6か月間延長することが閣議決定され、同日「特定船舶の入港の禁止に関する特別措置法に基づく特定船舶の入港禁止措置に関する閣議決定の変更について（平成20年内閣告示第1号）」として官報に告示された。措置の内容については変更なし。
  - この閣議決定の承認を求める件は、同年4月22日に内閣から国会に提出され、6月3日に衆議院本会議、同月11日に参議院本会議で、それぞれ賛成多数により承認された。
- 2008年10月10日、前の告示による入港禁止の期間を2009年4月13日まで6か月間延長することが閣議決定され、同日「特定船舶の入港の禁止に関する特別措置法に基づく特定船舶の入港禁止措置に関する閣議決定の変更について（平成20年内閣告示第2号）」として官報に告示された。措置の内容については変更なし。
  - この閣議決定の承認を求める件は、同年10月21日に内閣から国会に提出され、11月14日に衆議院本会議、同月21日に参議院本会議で、それぞれ賛成多数により承認された。
- 2009年4月13日、前の告示による入港禁止の期間を2010年4月13日まで1年間延長することが閣議決定され、同日「特定船舶の入港の禁止に関する特別措置法に基づく特定船舶の入港禁止措置に関する閣議決定の変更について（平成21年内閣告示第1号）」として官報に告示された。この延長から、1年延長になったがその理由については、国会の質疑のなかで特に言及はされていない。措置の内容については変更なし。
  - この閣議決定の承認を求める件は、同年4月21日に内閣から国会に提出され、6月25日に衆議院本会議、7月1日に参議院本会議で、それぞれ全会一致をもって承認された。
- 2010年4月9日、前の告示による入港禁止の期間を2011年4月13日まで1年間延長することが閣議決定され、同日「特定船舶の入港の禁止に関する特別措置法に基づく特定船舶の入港禁止措置に関する閣議決定の変更について（平成22年内閣告示第1号）」として官報に告示された。措置の内容については変更なし。
  - この閣議決定の承認を求める件は、同年4月16日に内閣から国会に提出され、5月20日に衆議院本会議、5月28日に参議院本会議で、それぞれ全会一致をもって承認された。
- 2011年4月5日、前の告示による入港禁止の期間を2012年4月13日まで1年間延長することが閣議決定され、同月8日「特定船舶の入港の禁止に関する特別措置法に基づく特定船舶の入港禁止措置に関する閣議決定の変更について（平成23年内閣告示第1号）」として官報に告示された。措置の内容については変更なし。
  - この閣議決定の承認を求める件は、同年4月15日に内閣から国会に提出され、6月9日に衆議院本会議、6月17日に参議院本会議で、それぞれ全会一致をもって承認された。
- 2012年4月3日、前の告示による入港禁止の期間を2013年4月13日まで1年間延長することが閣議決定され、同月6日「特定船舶の入港の禁止に関する特別措置法に基づく特定船舶の入港禁止措置に関する閣議決定の変更について（平成24年内閣告示第2号）」として官報に告示された。措置の内容については変更なし。
  - この閣議決定の承認を求める件は、同年4月10日に内閣から国会に提出されたが、第180国会では継続審議となり、第181国会では衆議院解散のため審議未了となった。第182特別国会には承認案件は提出されず、2013年2月26日に内閣から第183国会に提出され、3月22日に衆議院本会議、3月29日に参議院本会議で、それぞれ全会一致をもって承認された。
- 2013年4月5日、前の告示による入港禁止の期間を2015年4月13日まで2年間延長することが閣議決定され、同月10日「特定船舶の入港の禁止に関する特別措置法に基づく特定船舶の入港禁止措置に関する閣議決定の変更について（平成25年内閣告示第1号）」として官報に告示された。従来の1年の措置に代えて2年とする理由は、「政府においては、拉致、核、ミサイルといった諸懸案に対する北朝鮮の対応や、六者会合、国際連合安全保障理事会等における国際社会の動き等、その後の我が国を取り巻く国際情勢に鑑み、北朝鮮がこれ以上の挑発行為を控え、諸懸案の解決に向けた前向きで具体的な行動をとるよう強く求めるため、入港禁止の実施期間について、従来の１年間の延長にかえて２年間の延長を行う[2]」と説明している。措置の内容については変更なし。
  - この閣議決定の承認を求める件は、同年4月19日に内閣から国会に提出されたが、第183国会、第184国会では継続審議となり、第185国会において、11月21日に衆議院本会議、11月27日に参議院本会議で、それぞれ全会一致をもって承認された。
- 2015年3月31日、前の告示による入港禁止の期間を2017年4月13日まで2年間延長することが閣議決定され、同月3日「特定船舶の入港の禁止に関する特別措置法に基づく特定船舶の入港禁止措置に関する閣議決定の変更について（平成27年内閣告示第1号）」として官報に告示された。措置の内容については変更なし。
  - この閣議決定の承認を求める件は、同年4月14日に内閣から国会に提出され、6月30日に衆議院本会議、7月3日に参議院本会議で、それぞれ全会一致をもって承認された。
- 2015年3月31日、スウェーデン・ストックホルムで開催された日朝政府間協議の合意による政府間協議の進展を踏まえた制裁の一部緩和として、特定船舶の入港の禁止に関する特別措置法第6条第2項の規定に基づき、入港禁止を解除できる「内閣の定める特別な事情」が、が閣議決定され、同月3日「特定船舶の入港の禁止に関する特別措置法に基づく特定船舶の入港禁止措置に関する特別な事情について（平成27年内閣告示第2号）」として官報に告示された。内容は「2015年4月14日から2017年4月13日までの間において北朝鮮内にある者に対して食料、医薬品、衣料その他の人道目的上妥当な物資を輸送するために本邦に入港する必要のある場合」を特別な事情がある場合に該当するとするもの。
  - この閣議決定は、国会の承認は要しない。
- 2016年2月19日、同年1月6日に北朝鮮が核実験を実施したこと及び同年2月7日に「人工衛星」と称する弾道ミサイルを発射したこと等を踏まえ、制裁の強化として前の告示による入港禁止の対象に、「外国の国籍を有する船舶（北朝鮮籍のものを除く。）のうち、2016年2月19日以後に北朝鮮の港に寄港したことが我が国の法令に基づく手続等によって確認されたもの」を加え、告示の理由に、核実験、ミサイルの発射を加えることが閣議決定され、同日「特定船舶の入港の禁止に関する特別措置法に基づく特定船舶の入港禁止措置に関する閣議決定の変更について（平成28年内閣告示第3号）」として官報に告示された。なお北朝鮮寄航船舶に対する適用は、2016年2月20日から2017年4月13日までの間とされた。
  - この閣議決定の承認を求める件は、同年3月4日に内閣から国会に提出され、5月24日に衆議院本会議、5月27日に参議院本会議で、それぞれ全会一致をもって承認された。
- 2016年2月19日、同年1月6日に北朝鮮が核実験を実施したこと及び同年2月7日に「人工衛星」と称する弾道ミサイルを発射したこと等を踏まえ、2015年の制裁緩和を廃止するため特定船舶の入港の禁止に関する特別措置法に基づく特定船舶の入港禁止措置に関する特別な事情について（平成27年内閣告示第2号）を廃止することが閣議決定され、同日「「特定船舶の入港の禁止に関する特別措置法に基づく特定船舶の入港禁止措置に関する特別な事情について」の廃止について（平成28年内閣告示第4号）」として官報に告示された。
- 2016年4月1日、同年3月2日に北朝鮮制裁として採択された国際連合安全保障理事会決議第2270号等を踏まえ、制裁の強化として前の告示による入港禁止の対象に、「国際連合安全保障理事会の決定又は国際連合安全保障理事会決議第1718号12に従って設置された委員会による決定若しくは指定（以下「関連決定等」という。）に基づき、国際連合安全保障理事会決議第1718号8（d）等の規定により課された凍結又はその他の関連する措置の対象とされた船舶（その後、当該措置の対象とならないこととされた船舶は除く。）であって、その国際海事機関船舶識別番号が関連決定等において明示されるもの」を追加し、告示の理由に、国際連合安全保障理事会決議第2270号等の採択を加えることが閣議決定され、同日「特定船舶の入港の禁止に関する特別措置法に基づく特定船舶の入港禁止措置に関する閣議決定の変更について（平成28年内閣告示第5号）」として官報に告示された。なお措置の対象船舶に対する適用は、2016年4月2日から2017年4月13日までの間とされた。
  - この閣議決定の承認を求める件は、同年4月15日に内閣から国会に提出され、5月24日に衆議院本会議、5月27日に参議院本会議で、それぞれ全会一致をもって承認された。
- 2016年12月9日、同年9月9日の北朝鮮による核実験を踏まえ、制裁の強化として前の告示による入港禁止の対象に、「日本の国籍を有する船舶のうち、2016年12月9日以後に北朝鮮の港に寄港したことが我が国の法令に基づく手続等によって確認されたもの」を追加し、告示の理由に、2016年9月9日の北朝鮮による核実験を加えることが閣議決定され、同日「特定船舶の入港の禁止に関する特別措置法に基づく特定船舶の入港禁止措置に関する閣議決定の変更について（平成28年内閣告示第6号）」として官報に告示された。なお日本国籍船舶に対する適用は、2016年12月10日から2017年4月13日までの間とされた。
  - この閣議決定の承認を求める件は、2016年1月20日に内閣から国会に提出され、5月30日に衆議院本会議、6月14日に参議院本会議で、それぞれ全会一致をもって承認された。
- 2017年4月7日、前の告示による入港禁止の期間を2019年4月13日まで2年間延長することが閣議決定され、同月12日「特定船舶の入港の禁止に関する特別措置法に基づく特定船舶の入港禁止措置に関する閣議決定の変更について（平成29年内閣告示第3号）」として官報に告示された。措置の内容については変更なし。
  - この閣議決定の承認を求める件は、同年4月18日に内閣から国会に提出され、5月30日に衆議院本会議、6月14日に参議院本会議で、それぞれ全会一致をもって承認された。
- 2019年4月9日、2017年9月9日の北朝鮮による核実験を踏まえ、告示の理由に、2017年9月9日の北朝鮮による核実験を加え、前の告示による入港禁止の期間を2021年4月13日まで2年間延長することが閣議決定され、同月10日「特定船舶の入港の禁止に関する特別措置法に基づく特定船舶の入港禁止措置に関する閣議決定の変更について（平成31年内閣告示第2号）」として官報に告示された。措置の内容については変更なし。
  - この閣議決定の承認を求める件は、同年4月16日に内閣から国会に提出され、5月30日に衆議院本会議[3]、6月11日に参議院本会議[4]で、それぞれ全会一致をもって承認された。
- 2021年4月6日、前の告示による入港禁止の期間を2023年4月13日まで2年間延長することが閣議決定され、同月7日「特定船舶の入港の禁止に関する特別措置法に基づく特定船舶の入港禁止措置に関する閣議決定の変更について（令和3年内閣告示第1号）」として官報に告示された。措置の内容については変更なし。
  - この閣議決定の承認を求める件は、同年4月16日に内閣から国会に提出され、6月1日に衆議院本会議[5]、6月11日に参議院本会議[6]で、それぞれ全会一致をもって承認された。
- 2023年4月7日、前の告示による入港禁止の期間を2025年4月13日まで2年間延長することが閣議決定され、同月10日「特定船舶の入港の禁止に関する特別措置法に基づく特定船舶の入港禁止措置に関する閣議決定の変更について（令和5年内閣告示第1号）」として官報に告示された。措置の内容については変更なし。
  - この閣議決定の承認を求める件は、同年4月18日に内閣から国会に提出され、5月25日に衆議院本会議[7]、6月9日に参議院本会議[8]で、それぞれ全会一致をもって承認された。
- 2025年4月8日、前の告示による入港禁止の期間を2027年4月13日まで2年間延長することが閣議決定され、同月9日「特定船舶の入港の禁止に関する特別措置法に基づく特定船舶の入港禁止措置に関する閣議決定の変更について（令和7年内閣告示第1号）」として官報に告示された。措置の内容については変更なし。